# .32 ACP
A .32 ACP (Automatic Colt Pistol) félperemes, egyenes falú pisztolylőszert John Browning fegyvertervező fejlesztette ki az FN M1900 öntöltő pisztolyhoz. A lőszer még 7,65×17mm Browning SR és 7,65 mm Browning néven is ismert. A Fabrique Nationale által 1899-ben bevezetett lőszert először a Browning M1900 (FN M1900) pisztolyban használták.

## Története
John Browning tervezte a legtöbb modern öntöltő pisztolymechanikát és lőszert. Mint a legelső általa tervezett lőszer, a .32 ACP egyenes hüvelyt követelt a megbízható hátramozgás, valamint kis peremet a megbízható lőszeradagolás miatt. A lőszer sikeres lett, országok tucatjai és számtalan állami ügynökség vezette be. Hírnévre is szert tett, ez a lőszer vetett véget a második világháborúnak Európában: Adolf Hitler a jelentések szerint egy gravírozott .32 ACP kaliberű Walther PPK-val lett öngyilkos.

## Kivitel
A .32 ACP-t reteszeletlen tömegzáras öntöltő pisztolyokhoz tervezték. A viszonylag alacsony energiája egy praktikus lőszerré tette. Napjainkban elsődlegesen kis méretű, olcsó pisztolyokban használják. Ezenkívül a .32 ACP lőszereket néha adapterhüvelyekben is alkalmazzák a .30 kaliberű vadászpuskákban.

## Teljesítmény
A .32 ACP kicsi és könnyű, de rövid hatótávú és csekély stopphatású lőszer. Az erre a kaliberre készített pisztolyok gyakran praktikusabbak kis méretük és tömegük miatt a nagyobb kaliberű pisztolyokkal szemben, főleg a rejtve viselés szempontjából. Bár emberölésre alkalmas, a 65 vagy 71 grain (4,2 illetve 4,6 gramm) tömegű alacsony sebességű lövedékek nem teszik az embert azonnal cselekvőképtelenné. Üregeshegyű lövedékeket már évtizedek óta gyártanak, amelyek megnövelhetik a stopphatást, hatásuk azonban vitatott: alacsony sebességű becsapódáskor az üregeshegyű lövedék nem expandál az elvárt módon, ezért a kiterjedés sem következik be. Nagyobb stopphatás valósulhat meg a mélyebbre hatoló teljesköpenyes (FMJ) lövedékek létfontosságú szervet érése esetén, szemben az üregeshegyű felszíni sérülésével, ha a célpont vastag téli öltözetet visel.
Európában 7,65 mm Browning néven ismert, a .32 ACP szélesebb körben elfogadott Amerikában a civil, valamint katonai és rendőri ügynökségeknél meglévő hosszú használati múltja miatt.
Napjainkban a lőszer népszerűsége megnőtt az erre a kaliberre készült modern kisméretű, rejtve viselhető pisztolyoknak köszönhetően. Ilyenek például a Kel-Tec P–32, Beretta Tomcat és a Seecamp LWS 32. Ez a népszerűség-növekedés késztette a lőszergyártókat, hogy új, jobb teljesítményt nyújtó lőportölteteket fejlesszenek ehhez a lőszerhez.

## Egyéb elnevezései
- 32 Auto (általános elnevezése Amerikában)
- .32 Browning Auto
- 7,65×17 mm
- 7,65×17 mmSR (SR — Semi-Rimmed)
- 7,65 mm Browning (általános elnevezése Európában)

## Jelentősebb .32 kaliberű lőfegyverek
- FN M1900
- FN Model 1910 és 1910/22
- Colt Model 1903 Pocket Hammerless
- Mauser HSc
- Sauer 38H
- CZ–50 és CZ–70
- Walther PPK
- Škorpion vz. 61
- Seecamp LWS 32
- Fég 37 M
- Fég 29 M
- Frommer Stop
- Fég R 78

## Fordítás
- Ez a szócikk részben vagy egészben  a(z)   .32 ACP című angol Wikipédia-szócikk fordításán alapul.  Az eredeti cikk szerkesztőit annak laptörténete sorolja fel. Ez a jelzés csupán a megfogalmazás eredetét és a szerzői jogokat jelzi, nem szolgál a cikkben szereplő információk forrásmegjelöléseként.